# بینهایت (ترانه وان دایرکشن)
«بینهایت» تک‌آهنگی از وان دایرکشن است. این تک‌آهنگ در آلبوم ساخته‌شده در بامداد قرار داشت.
این تک‌آهنگ در چارت‌های جزو ده ترانه اول قرار گرفت.